# Felis astralis
Felis Astralis is een sciencefictionverhaal van de Rotterdamse Caren Peeters. Het was het vijfentwintigste verhaal in de verhalenbundel Ganymedes 4, uitgegeven door A.W. Bruna Uitgevers. Die verhalenbundel kwam tot stand door het inzenden van lezers en andere liefhebbers van het genre, die weleens een eigen verhaal op papier wilden zetten. Peeters, een kattenliefhebster, was hier nog beginnend schrijfster. 

## Het verhaal

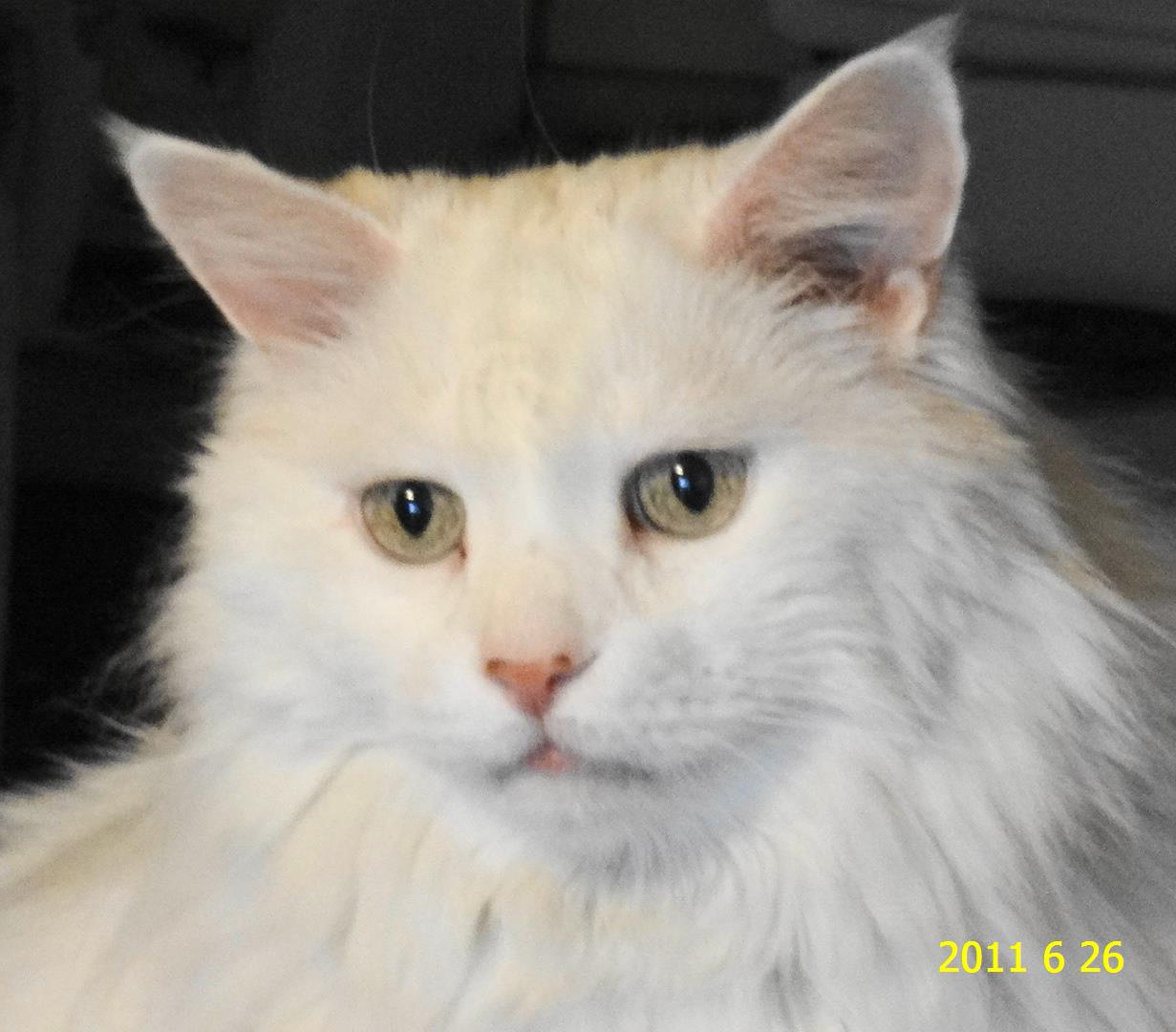
Angorakat of wezen van Rigel?

Felis astralis is de naam die een vrouw geeft aan een buitenaards wezen dat zij aantreft. De vrouw is kattenliefhebster en ziet een gelijkenis tussen het wezen en haar eigen Felis domesticum/catus van het ras Angorakat. Ze zijn beiden wit met groene ogen. Ze neemt de buitenaardse mee naar huis. Deze voormalige gevluchte bewoner van een planeet rond Rigel ziet er eerst uit als mens, maar voelt zich toch niet 100% zo. De volgende dag treft de vrouw een witte angora met groene ogen aan, spinnend op een stoel en buitenshuis een doodgebeten witte angora kat met groene ogen.